# 11730 Яньхуа
11730 Яньхуа (11730 Yanhua) — астероїд головного поясу, відкритий 22 травня 1998 року.
Тіссеранів параметр щодо Юпітера — 3,516.